# Johanna Sellman
Linda Johanna Sellman, född 29 november 1974 i Heliga Trefaldighets församling i Gävle, är en svensk före detta friidrottare (tresteg). Hon har tävlat för Gefle IF.